# Moskauer Platz (Sankt Petersburg)

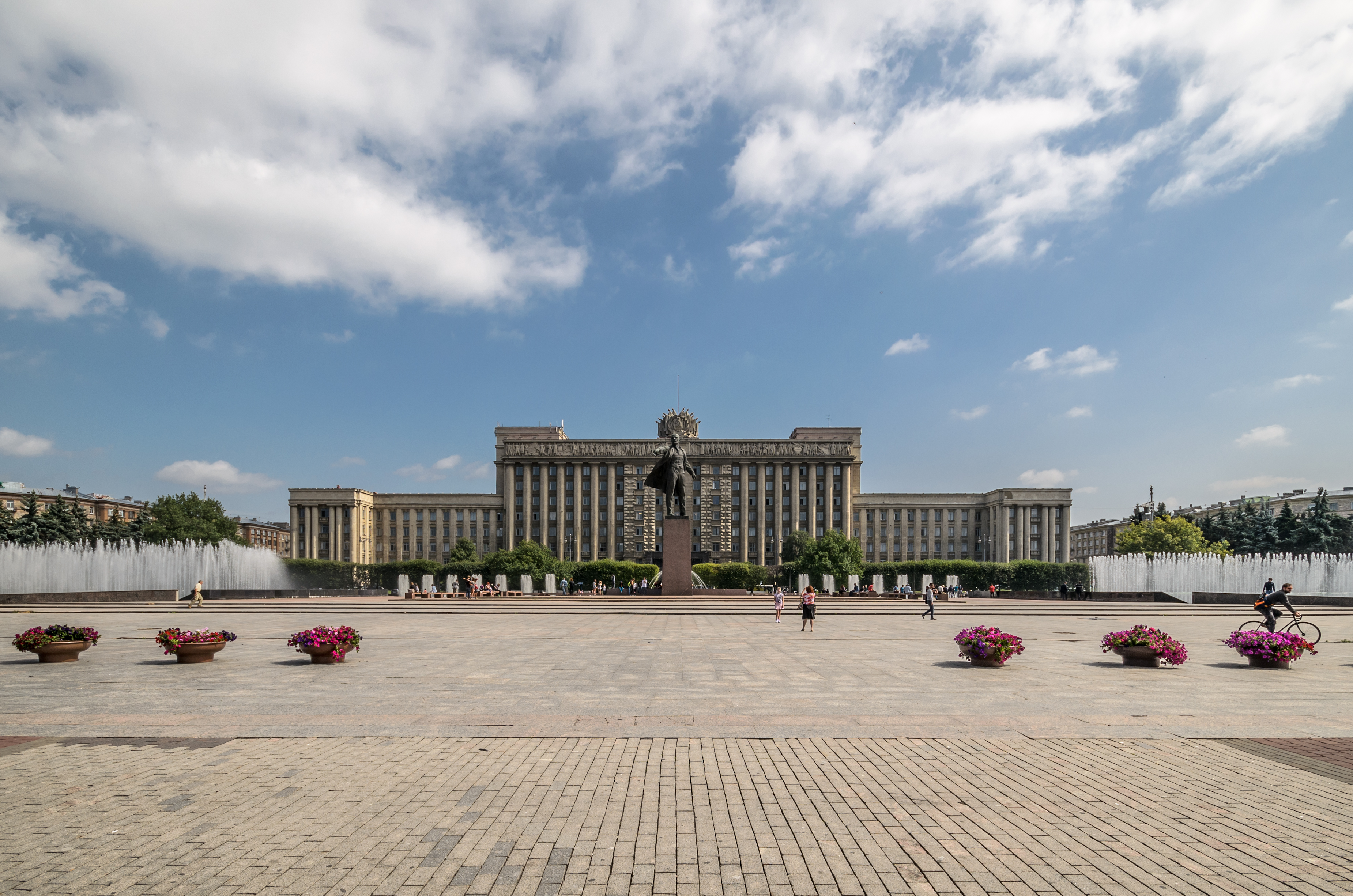
Moskauer Platz

Der Moskauer Platz (russisch Московская площадь, Moskowskaja ploschtschad) ist der größte Platz Sankt Petersburgs. Er entstand im Zuge des Generalplans von 1935, der vorsah, das Leningrader Stadtzentrum hierher, nach Süden, zu verlegen. An der Ostseite des Platzes steht das Haus der Sowjets des Architekten Noi Trotzki, das die Verwaltung der Stadt beherbergen sollte. In der Mitte des Platzes steht seit 1970 eine Leninstatue des Bildhauers Michail Anikuschin.